# جوليا ماثيوز
جوليا ماثيوز (بالإنجليزية: Julia Matthews)‏ هي مغنية أوبرا وممثلة أسترالية، ولدت في 14 ديسمبر 1842 في لندن في المملكة المتحدة، وتوفيت في 19 مايو 1876.